# Renan Dal Zotto
Renan Dal Zotto (São Leopoldo, 19 de julho de 1960) é um ex-voleibolista e treinador de voleibol. Atualmente está sem clube. Como atleta, foi um dos maiores nomes do esporte nas décadas de 1980 e 1990, alcançando sucesso absoluto em quadras defendendo a Seleção Brasileira e clubes nacionais e italianos. Foi eleito para o Hall da Fama do Voleibol em 2015.
Renan foi diretor de seleções de quadra da Confederação Brasileira de Voleibol, cargo que ocupou até os Jogos Olímpicos do Rio. É sócio da Par Mais Planejamento Financeiro e ministra palestras no Brasil e no exterior.
Fez parte da "geração de prata" do voleibol brasileiro junto com Montanaro, William, Bernard, Bernardinho, Carlão e outros. Representou o Brasil em Olimpíadas, Jogos Pan-Americanos, Jogos da Amizade, Mundiais, Mundialitos e Sul-Americanos. Já atuou como técnico e comentarista de televisão. É pai de Enzo Blando Dal Zotto e Gianluca Blando Dal Zotto, sendo casado com Annalisa Blando Dal Zotto, de ascendência italiana. Integrava em 1984 a equipe do ADC Sul Brasileiro, deixando o Bradesco Atlântica na ocasião.
Em 1988 participou de sua última Olimpíada como atleta, em Seul, ficando em quarto lugar. No mesmo ano transferiu-se para a Itália, onde encerrou sua carreira em 1993. Nos cinco anos de Itália conquistou dois títulos nacionais, duas Copas Itália, três títulos europeus e um Mundial de Clubes. Em 1993, começou sua carreira de técnico comandando a equipe do Palmeiras/Parmalat. Nesta temporada conquistou o vice-campeonato na Superliga Nacional e foi vice-campeão paulista.
No dia 11 de janeiro de 2017 foi anunciado como novo técnico da Seleção Brasileira de Voleibol Masculino, substituindo o multicampeão Bernardinho.
Acometido por COVID-19, foi intubado em 19 de abril de 2021.

## Clubes
| Clube                       | País   | De   | A    |
| Atlântica Boavista          | Brasil | 1981 | 1983 |
| ADC Sul Brasileiro          | Brasil | 1984 | 1985 |
| Bradesco Atlântica Boavista | Brasil | 1986 | 1987 |
| ADC Pirelli                 | Brasil | 1987 | 1988 |
| Maxicono Parma              | Itália | 1988 | 1992 |
| Messaggero Ravenna          | Itália | 1992 | 1993 |

## Principais títulos como jogador
- 1987: Bronze no Pan-Americano de Indianápolis
- 1984: Prata nas Olimpíadas de Los Angeles
- 1983: Ouro no Pan-Americano de Caracas
- 1982: Prata no Campeonato Mundial em Buenos Aires
- 1979: Prata no Pan-Americano de San Juan

## Principais títulos como gestor esportivo
- 2016 - Diretor de Seleções CBV – Confederação Brasileira de Voleibol: campeão nos Jogos Olímpicos Rio 2016 Masculino, 5º colocado nos Jogos Olímpicos Rio 2016 Feminino, campeão do Grand Prix Feminino e vice-campeão da Liga Mundial Masculina
- 2015 - Diretor de Seleções CBV – Confederação Brasileira de Voleibol: campeão do Sul-Americano Masculino, campeão do Sul-Americano Feminino, vice-campeão do Pan-Americano Masculino, vice-campeão do Pan-Americano Feminino e terceiro colocado do Grand Prix Feminino
- 2010: Campeão da Superliga Masculina
- 2009: Campeão da Superliga Masculina
- 2008: Campeão da Superliga Masculina
- 2004: Pentacampeão Catarinense e campeão da Superliga Masculina
- 2003: Campeão do Grand Prix de Vôlei e vice-campeão da Superliga Masculina
- 2002: Campeão do Torneio Intercontinental na Argentina
- 2000: Vice-campeão da Superliga Masculina

## Principais títulos como treinador
- 2021: Campeão da Campeonato Sul-Americano - Seleção Brasileira de Voleibol Masculino
- 2019: Campeão da Copa do Mundo - Seleção Brasileira de Voleibol Masculino
- 2017: Campeão da Copa dos Campeões - Seleção Brasileira de Voleibol Masculino
- 2017: Campeão da Campeonato Sul-Americano - Seleção Brasileira de Voleibol Masculino
- 2017: Vice-campeão da Liga Mundial - Seleção Brasileira de Voleibol Masculino
- 2018: Vice-campeão da Copa Pan-Americana - Seleção Brasileira de Voleibol Masculino
- 2018: Vice-campeão da Campeonato Mundial - Seleção Brasileira de Voleibol Masculino
- 2007: Campeão da Supercopa Italiana – Sisley di Treviso
- 2006: Campeão da Superliga Masculina
- 2005: Campeão do Grand Prix de Vôlei, campeão dos Jogos Abertos de Santa Catarina, campeão da Supercopa Mercosul, campeão da Liga Nacional e campeão catarinense
- 1998: Campeão carioca e campeão mineiro
- 1997: Campeão da Copa Sul, campeão catarinense, campeão dos Jogos Abertos de Santa Catarina e vice-campeão da Superliga Nacional
- 1996: Campeão do Sul-Americano de Clubes
- 1994: 3° lugar no Campeonato Paulista e 3° lugar na Superliga Nacional
- 1993: Vice-campeão da Superliga Nacional e vice-campeão paulista

## Honrarias
- Hall da Fama do Voleibol - 2015[3]